# Fränkisch-Crumbach
Fränkisch-Crumbach település Németországban, Hessen tartományban. Lakosainak száma 3035 fő (2023. december 31.). Fränkisch-Crumbach Fischbachtal, Brensbach, Reichelsheim (Odenwald) és Lindenfels községekkel határos.

## Népesség
A település népességének változása:
| Lakosok száma | 3150 | 3102 | 3088 | 3078 | 3035 |
|               | 2017 | 2019 | 2021 | 2022 | 2023 |